# Daippo di Crotone
Daippo di Crotone (in greco antico: Δάιππος?, Dáippos; Crotone, ... – ...; fl. VII secolo a.C.) è stato un pugile greco antico, cittadino di Crotone.

## Biografia
Su Daippo si sa solo che fu il primo atleta crotoniate a ottenere la vittoria nel pugilato durante la XXVII olimpiade, nel 672 a.C.